# Sudamerlycaste lanipes
Sudamerlycaste lanipes är en orkidéart som först beskrevs av John Lindley, och fick sitt nu gällande namn av Fredy Archila. Sudamerlycaste lanipes ingår i släktet Sudamerlycaste och familjen orkidéer. Inga underarter finns listade i Catalogue of Life.